# Koellensteinia altissima
Koellensteinia altissima är en orkidéart som beskrevs av Guido Frederico João Pabst. Koellensteinia altissima ingår i släktet Koellensteinia och familjen orkidéer. Inga underarter finns listade i Catalogue of Life.